# Powiat Kesen
Powiat Kesen (jap. 気仙郡 Kesen-gun) – powiat w Japonii, w prefekturze Iwate. W 2024 roku liczył 4613 mieszkańców.

## Miejscowości
- Sumita